# Louis Eugène Cavaignac

Louis Eugène Cavaignac.

Louis Eugène Cavaignac (Parijs, 15 oktober 1802 – Flée, 28 oktober 1857) was een Frans militair en politicus.

## Biografie

### Militaire carrière
Louis Eugène Cavaignac was de zoon van generaal Jean Baptiste Cavaignac (1762-1829) en jongere broer van Eléonore Louis Godefroy Cavaignac (1801-1845). Hij studeerde aan de École polytechnique en de artillerieschool in Metz. In 1824 trad hij toe tot het Tweede Genieregiment. In 1828 werd hij bevorderd tot kapitein. Hij nam vervolgens deel aan de veldtocht in Morea (1828). In 1830, tijdens de Julirevolutie, was Cavaignac gestationeerd in Arras en sloot hij zich aan bij de revolutionairen. In 1831 werd hij wegens zijn republikeinse ideeën uit actieve dienst ontslagen, maar deze maatregel werd reeds in 1832 ongedaan gemaakt toen hij naar Algerije werd gestuurd. Hij vocht er bij Algiers tegen de strijders van de Algerijnse vrijheidsstrijder Abd al-Kader. In 1844 werd Cavaignac bevorderd tot divisiegeneraal en in 1847 werd hij gouverneur van de provincie Oran.

### Tweede Franse Republiek
Na de Februarirevolutie in 1848 werd Cavaignac door de provisionele regering benoemd tot gouverneur-generaal van Frans-Algerije. Hij weigerde de post van minister van Defensie omdat de Franse regering weigerde het leger te laten inkwartieren in Parijs. Cavaignac vond deze maatregel noodzakelijk om de orde in de hoofdstad te kunnen bewaren. Hij kwam naar Parijs toen hij in de Nationale Vergadering was gekozen. Bij zijn aankomst in de hoofdstad op 17 mei vond hij de stad in een chaotische toestand en accepteerde hij onmiddellijk het ministerschap.
Op 23 juni 1848 kwamen revolutionairen in Parijs in opstand. Ze verschansten zichzelf achter barricades in de smalle middeleeuwse straten. Cavaignac gaf zijn troepen opdracht de opstand neer te slaan volgens een door hem en zijn staf ontwikkeld strategisch plan. De bloedige gevechten tussen de revolutionairen en het leger vonden tussen 23 juni en 26 juni plaats. De troepen van Cavaignac wisten het centrum van de opstand, de Place de la Bastille, in te nemen en daarmee de opstand de kop in te drukken.
Na de onderdrukking van de Parijse opstand werd hij door de Nationale Vergadering tot chef van de uitvoerende macht gemaakt met buitengewone (dictatoriale) volmachten (28 juni 1848). Daarnaast nam hij het premierschap op zich. Met de presidentsverkiezingen in zicht verklaarde hij zich tot kandidaat voor de republikeinen en bij de presidentsverkiezingen van 10 december 1848 nam hij het op tegen prins Lodewijk Napoleon van de bonapartisten. De verkiezingen werden overtuigend gewonnen door Lodewijk Napoleon die 5,5 miljoen stemmen binnenhaalde, tegen 1,5 miljoen voor Cavaignac. Het departement Lot koos Cavaignac echter in de Nationale Vergadering en hij schaarde zich bij de centrumlinkse oppositie.

### Tweede Franse Keizerrijk
Na de staatsgreep van 2 december 1851 werd Cavaignac gearresteerd en gedurende een maand gevangengezet in het Kasteel van Ham. Na zijn vrijlating trad hij uit de generale staf en verliet hij Frankrijk voor korte tijd. Bij de parlementsverkiezingen van 1852 werd hij als volksvertegenwoordiger voor Parijs verkozen in het Wetgevend Lichaam, het parlement, en herverkozen bij de parlementsverkiezingen van 1857. Hij nam echter geen zitting in het parlement omdat hij telkens weigerde de eed van trouw aan de keizer te zweren.
Cavaignac overleed twee weken na zijn 55e verjaardag op het kasteel van Ourne.

## Familie
Cavaignac was gehuwd met Claire Louise Odier, een dochter van de Franse bankier Jacques Antoine Odier (1798-1864) en Wilhelmine Sillem (1798-1873). Uit dit huwelijk kwam Jacques Marie Eugène Godefroy Cavaignac (1853-1905) voort, een bekend Frans generaal en politicus.

## Werken
- De la régence d'Alger, note sur l'occupation — Parijs: Victor Magen, 1839
- Les deux généraux Cavaignac, souvenirs et correspondance — 1898